# Novák Antal (nagyprépost)
Novák Antal (Sztropkó, 1824. május 20. – Szatmár, 1900. január 7.) nagyprépost, apátkanonok.

## Életútja
Novák Antal és Berczik Éva köznemes földbirtokos szülők fia. A gimnáziumot Szatmárt végezte, ahol 1841-ben növendékpapnak vették fel és Hám János püspök Bécsbe küldte teológiai tanulmányokra; itt hallgatta a magyar magán- és közjogot, nemkülönben a neveléstant. Hazaérkezve, püspöke udvarába vette fel szertartónak és az ő kíséretében volt az 1847. évi pozsonyi országgyűlésen is. Azon év december 21-én miséspappá szentelték fel. A pozsonyi országgyűlés után káplánnak ment Erdődre, 1848. október 15-én pedig Munkácsra helyezték át, ahol erős magyar érzelmeiért majdnem életét vesztette. 1860. december 10-ig Tiszaújlakon volt adminisztrátor; december 10-én az újonnan szervezett szatmári gimnáziumban a görög nyelv és számtan tanára lett, majd 1857-től 1863-ig a szatmári királyi katolikus tanítóképzőnél működött. 1863-ban a főgimnázium igazgatójának nevezték ki, végül 1874-ben rövid ideig mint a dogmatika professzora a papnevelőben tanított. 1859-ben a szentszéki házassági törvényszéknél tanácsossá és ülnökké, 1861. július 3-án házassági védővé, 1869. december 3-án tiszteletbeli, 1874. január 8-án valóságos kanonokká, papnevelői rektorrá és tanárrá, 1876-ben egyházmegyei főtanfelügyelővé, 1876-ban a Szent György vértanúról nevezett csanádi címzetes apáttá, 1887-ben káptalani nagypréposttá, 1888-ban püspöki helyettessé és általános ügyhallgatóvá neveztetett ki. A papnevelői rektorságot 1885-ig viselte.
Cikkei a szatmári gimnázium Értesítőjében (1852. Az élet számára való nevelés alapvonalai, 1866. Adatok a szatmári gymnasium történetéhez, 1868. A klassikai iskola jellemzése, főtényezőinek széptani méltatása).

## Munkája
- Egyházi beszéd, melyet szent István Magyarország első apostoli királyának ünnepén Bécsben a nt. kapuczinus atyák templomában 1871. Kisasszony hava 20. mondott. Bécs. 1871.